# Lisa Marie Schweizer
Lisa Marie Schweizer, född 18 juli 1995 i Schwedt, är en tysk tyngdlyftare och polisinspektör. Hon har blivit tysk mästare ett flera gånger. Hon tävlar för klubben AV 03 Speyer.

## Karriär
Schweizer började med tyngdlyftning 2009 i klubben TSV Blau-Weiss 65 Schwedt.
Vid olympiska sommarspelen 2020 i Tokyo lyfte Schweizer totalt 217 kg och slutade på 10:e plats i 64 kg-klassen.

## Tävlingar
| År   | Tävling                             | Viktklass | Ryck   | Stöt   | Totalt | Placering |
| ---- | ----------------------------------- | --------- | ------ | ------ | ------ | --------- |
| 2012 | Europeiska ungdomsmästerskapen      | 58 kg     | 72 kg  | 83 kg  | 155 kg | 9         |
| 2015 | Europeiska juniormästerskapen       | 63 kg     | 77 kg  | 94 kg  | 171 kg | 8         |
| 2016 | Europamästerskapet                  | 63 kg     | 83 kg  | 98 kg  | 181 kg | 16        |
| 2018 | FISU World University Championships | 63 kg     | 90 kg  | 105 kg | 195 kg | 4         |
| 2018 | Världsmästerskapet                  | 64 kg     | 91 kg  | 108 kg | 199 kg | 27        |
| 2019 | Europamästerskapet                  | 64 kg     | 93 kg  | 111 kg | 204 kg | 11        |
| 2019 | Cup of the Blue Swords              | 71 kg     | 93 kg  | 107 kg | 200 kg | 2         |
| 2019 | Världsmästerskapet                  | 64 kg     | 96 kg  | 110 kg | 206 kg | 21        |
| 2019 | Mediterranean Cup                   | 64 kg     | 94 kg  | 110 kg | 204 kg | 4         |
| 2019 | Qatar International Cup             | 64 kg     | 95 kg  | 115 kg | 210 kg | 5         |
| 2021 | Europamästerskapet                  | 64 kg     | 100 kg | 118 kg | 218 kg | 4         |
| 2021 | Open Championships                  | 64 kg     | 100 kg | 120 kg | 220 kg | 3         |
| 2021 | Olympiska spelen                    | 64 kg     | 100 kg | 117 kg | 217 kg | 10        |